# Полет 256 на „Флай Джемейка Еъруейс“
Полет 256 на „Флай Джемейка Еъруейс“ е редовен международен пътнически полет от международното летище „Чеди Джаган“, Джорджтаун, Гвиана, до международното летище „Торонто Пиърсън“, Торонто, Онтарио, Канада, управляван от „Флай Джемейка Еъруейс“. На 9 ноември 2018 г. самолетът „Боинг 757-23N“, който изпълнява полета, претърпява хидравлична повреда, което принуждава екипажа да се върне обратно, но при кацането машината излиза от пистата и се удря в оградата на летището. Това причинява значителни щети на самолета и смъртта на един пътник.
Инцидентът се разследва от Гражданската авиационна администрация на Гвиана с помощта на Канадския съвет за безопасност на транспорта и Националния съвет за безопасност на транспорта на Съединените американски щати. Гражданската авиационна администрация на Гвиана заключава в окончателния си доклад, че основната причина за инцидента е „загубата на хидравлична течност, повредата на превключвателя за налягане и последвалата пълна повреда на хидравличната система (първо лявата, а впоследствие и дясната), което е повлияло на разгръщането на някои спойлери, реверсори на тягата и ефикасността на основните спирачки, което е накарало самолета да продължи кацането с висока скорост, което е довело до превишаване и отклонение и сериозни повреди по самолета“.
След инцидента „Флай Джемейка Еъруейс“ прекратява дейността си на 31 март 2019 г. поради финансови затруднения и липса на самолети.